# Сборная Кыргызстана по футболу
Сбо́рная Кыргызстана по футбо́лу (кирг. Кыргызстандын улуттук футбол курамасы) — национальная сборная, представляющая Кыргызстан на международных турнирах и матчах по футболу. Управляющая организация — Кыргызский футбольный союз, являющаяся с 1994 года членом АФК и ФИФА, также член ФАЦА. Главным тренером сборной является российский тренер Максим Лисицын. Основной капитан сборной — Валерий Кичин. Домашние матчи проводит на стадионе имени Долона Омурзакова в Бишкеке, вмещающем 23 тысячи зрителей, и являющимся крупнейшим и главным стадионом страны.
По состоянию на 20 июля 2023 года, сборная Кыргызстана в рейтинге ФИФА занимает 97-е место среди 210 стран-членов ФИФА. Наивысшее место этой сборной в рейтинге ФИФА зафиксировано в апреле 2018 года, когда она занимала 75-е место, и самое низкое место зафиксировано в марте 2013 года, когда сборная занимала 201-е место.
Сборная Кыргызстана ни разу не участвовала на чемпионате мира, а также до недавнего времени не могла квалифицироваться ни на один Кубок Азии, но в 2018 году смогла пройти квалификацию и впервые в своей истории вышла на финальный этап Кубка Азии 2019 в ОАЭ. До недавнего времени являлась одной слабейших сборных в Азии и в мире, но в последние два-три года поднялась на новый уровень, и стала «сборной-середняком» в азиатском континенте.

## История

### Становление
До 1991 года сборная не существовала, киргизские футболисты выступали за сборную СССР
После распада СССР и обретения независимости Кыргызстана 31 августа 1991 года, была создана и сборная. Первый матч Кыргызстан сыграла 23 августа 1992 года в рамках Кубка Центральной Азии против сборной Узбекистана в Ташкенте, на стадионе «Пахтакор». Матч завершился победой сборной Узбекистана со счётом 3:0. На пока единственном розыгрыше Кубка Центральной Азии в 1992 году, сборная Кыргызстана заняла четвёртое место. Вообще, первый в истории матч сборной Кыргызстана должен был состояться 16 июля того года против сборной Туркменистана, но матч не состоялся из-за неявки сборной Туркменистана. В 1992 году сборная всего сыграла 5 игр. Из них, в 4 матчах проигрывала, один матч сыграла в ничью.
В 1993 году сборная Кыргызстана участвовала в Кубке ОЭС 1993 в Иране, где не смогла выйти со своей группы, где её соперниками были сборные Азербайджана, Таджикистана и молодёжная сборная Казахстана. Проиграла Азербайджану и сыграла в ничью с Таджикистаном и «молодёжкой» Казахстана. В 1993 году сборная больше не проводила игр. Таким образом, после одного матча 1993 года сборная берёт перерыв на год.
В 1994 году Кыргызский футбольный союз был официально принят в АФК и ФИФА, став полноправным членом этих футбольных организаций. В апреле 1994 года сборная участвовала в Кубке Независимости Узбекистана в Ташкенте. На этом турнире, который проходил в формате лиги, сборная Кыргызстана заняла последнее пятое место: одна ничья (с Казахстаном) и три поражения (от Узбекистана, Таджикистана и Туркменистана). После этого наступает перерыв на два года.

### Превращение в аутсайдера
В 1995 году сборная не провела ни одного матча. В 1996 году сыграла пять игр в рамках отборочного турнира к Кубку Азии 1996, который прошёл в декабре 1996 года в ОАЭ. В этом отборочном турнире, сборная Кыргызстана заняла второе место из трёх в своей группе (со сборными Саудовской Аравии и Йемена) и не смогла получить путёвку в Кубок Азии. Итого, в 1996 году сборная провела 5 игр, из которых в одном матче обыграла сборную Йемена и проиграла в оставшихся четырёх матчах.
В 1997 году сборная впервые в своей истории участвовала в отборочном турнире к чемпионату мира 1998 во Франции. Остановилась уже в первом раунде, заняв второе место в своей группе, где её соперниками были сборные Ирана, Сирии и Мальдив. Итого: 5 игр, 3 победы и 2 поражения.
В 1998 году сборная не провела ни одного матча.
В 1999 году сыграла три матча в рамках отборочного турнира к Кубку Азии 2000, который прошёл в октябре 2000 года в Ливане. В этом отборочном турнире сборная Кыргызстана заняла последнее четвёртое место в своей группе (со сборными Ирака, Омана и Таджикистана) и не смогла получить путёвку в Кубок Азии. Итого, в 1999 году сборная провела 3 матча, проиграв все 3.
В 2000 году участвовала в чемпионате Федерации футбола Западной Азии 2000 в качестве приглашённой сборной. На турнире сборная заняла последнее место в своей группе, проиграв все три матча. Соперниками по группе являлись сборные Ирака, Иордании и Ливана. В ноябре 2000 году сборная Кыргызстана сыграла товарищеский матч против Эстонии — впервые против сборной из УЕФА. Матч завершился со счётом 1:0 в пользу эстонской сборной. Таким образом, в 2000 году сборная провела 4 матча, проиграв все 4.
В 2001 году участвовала в отборочном турнире к чемпионату мира 2002 в Японии и Республике Корея. Остановилась уже в первом раунде, заняв третье место в своей группе, где её соперниками были сборные Бахрейна, Кувейта и Сингапура. Итого, матчей в 2001 году — 7. Побед — 1, ничьи — 1, поражения — 5.

### Кризис
В 2002 году сборная не провела ни одного запланированного матча. В 2003 году сыграла три матча в рамках отборочного турнира к Кубку Азии 2004, который прошёл в июле 2004 года в Китае. В этом отборочном турнире сборная Кыргызстана заняла второе место в своей группе (со сборными Непала и Афганистана) и не смогла получить путёвку в Кубок Азии, победив Непал и проиграв Афганистану. В том году также принимала участие в первом раунде отборочного турнира к чемпионату мира 2006 в Германии. В обоих матчах победив Пакистан, вышла в следующий второй этап. Итого в 2003 году сборная провела 4 матча, проиграв 1 матч и выиграв оставшиеся 3 матча.
В 2004 году участвовала во втором этапе отборочного турнира к чемпионату мира 2006. По итогам этого этапа, заняла последнее четвёртое место в своей группе, где её соперниками были сборные Бахрейна, Сирии и Таджикистана. В 2004 году провела 8 игр. 1 победа, 2 ничьи и 5 поражений.
Запланированных матчей в 2005 году сборная не провела.
В 2006 году сборная участвовала в новом турнире АФК для слабейших сборных Азии — Кубке вызова АФК 2006, который прошёл в Бангладеш. Сборная Кыргызстана вышла из своей группы с первого места (в группе были сборные Таджикистана, Пакистана и Макао. На 1/4 финала обыграла сборную Палестины со счётом 1:0, а в полуфинале проиграла сборной Таджикистана со счётом 2:0. Всего матчей в 2006 году — 6, по 3 победы и поражения.
Сборная Кыргызстана не участвовала в отборочном турнире к Кубку Азии 2007 из-за слишком низкого рейтинга ФИФА, наряду с остальными 15 слабейшими сборными Азии. В январе 2007 года главным тренером сборной снова был назначен Нематджан Закиров. В 2007 году сборная принимала участие в международном турнире Кубок АлмаТВ в Казахстане, где проиграла все три матча против сборных Казахстана, Узбекистана и Азербайджана. В том году сборная также принимала участие в Кубке Неру 2007 в Индии, где также не смогла выйти из группы, заняв третье место из пяти. Соперниками по группе были Сирия, Индия, Бангладеш и Камбоджа. В том году сборная также участвовала в отборочном турнире к чемпионату мира 2010 в ЮАР, остановившись уже в первом предварительном раунде, где её соперником являлась сборная Иордании. Итого в 2007 году сборная сыграла 9 игр. 3 победы и 6 поражений.
В 2008 году сборная участвовала в отборочном турнире Кубка вызова АФК 2008 — на котором участвовали слабейшие сборные Азии. Сборная Кыргызстана не смогла получить путёвку даже на этот чемпионат для слабейших сборных, заняв второе место в своей группе, где её соперниками были Афганистан и Бангладеш. В 2008 году сборная всего провела 3 матча, победив в одном и проиграв в остальных двух матчах. В декабре Нематджан Закиров был уволен с поста главного тренера.
В январе 2009 года главным тренером стал Анарбек Омромбеков, который возглавлял сборную вплоть до мая 2011 года. В 2009 году сборная во второй раз участвовала в Кубке Неру 2009 в Индии, где также не смогла выйти из группы, заняв также 3-е место из пяти, как и в прошлый раз. Соперниками по группе были Сирия, Индия, Ливан и Шри-Ланка. В том году сборная также участвовала в отборочном турнире Кубка вызова АФК 2010. На этот раз сумев получить путёвку в финальную часть турнира. Итого, в 2009 году сборная провела 7 игр. Одна победа, по три ничьи и поражения.
В 2010 году участвовала в Кубке вызова АФК 2010 в Шри-Ланке. Попав в группу В, сборная Кыргызстана заняла третье место в своей группе, где помимо неё были сборные КНДР, Туркменистана и Индии. Сборная Кыргызстана не участвовала в отборочном турнире к Кубку Азии 2011 из-за слишком низкого рейтинга ФИФА.
В 2011 году сборная участвовала в отборочном турнире Кубка вызова АФК 2012. Попав в одну группу со сборными Мальдив, Таджикистана и Камбоджи, не смогла получить путёвку в финальную часть турнира. В мае 2011 года главным тренером вместо Анарбека Ормомбекова был назначен Мурат Джумакеев. В том году сборная также принимала участие в отборочном турнире к чемпионату мира 2014 в Бразилии. Остановившись во втором раунде, где её соперником являлась сборная Узбекистана. В 2011 сборная провела всего 5 игр. Проиграв в 4, и выиграв один матч.
В 2012 году сборная Кыргызстана провела лишь один матч (товарищеский) против сборной Казахстана, проиграв со счётом 2:5. В сентябре того же года с поста главного тренера был уволен Мурат Джумакеев, а вместо него в сборную Кыргызстана в качестве главного тренера впервые был назначен иностранный специалист, которым оказался российский тренер Сергей Дворянков.
В 2013 году сборная участвовала в очередном отборочном турнире Кубка вызова АФК 2014. Попав в одну группу со сборными Таджикистана и Пакистана и Макао, смогла получить путёвку в финальную часть турнира с первого места в своей группе. В 2013 году сборная также провела сразу пять товарищеских матчей против сборных Эстонии, Беларуси, Молдовы, Азербайджана и Индонезии. В 2013 году всего провела 8 игр. 3 победы, 2 ничьи и 3 поражения. Сборная Кыргызстана не участвовала в отборочном турнире к Кубку Азии 2015 из-за слишком низкого рейтинга ФИФА.
В 2014 году участвовала в Кубке вызова АФК 2014 на Мальдивах. Попав в группу А, сборная Кыргызстана заняла 3-е место в своей группе, где помимо неё были сборные Палестины, Мальдив и Мьянмы. В том году сборная всего провела 9 игр. Одна победа, две ничьи и шесть поражений. В мае 2014 года Сергей Дворянков был уволен с поста главного тренера, и его место временно занял Мирлан Эшенов. В октябре того же года главным тренером стал российский тренер — Александр Крестинин, который ушел в отставку в 2023 году. Следующим тренером стал Штефан Таркович из Словакии.

### Начало оживления
В 2015 году сборная Кыргызстана под руководством российского тренера Александра Крестинина участвовала в отборочном турнире к чемпионату мира 2018 в России. Сборная остановилась на втором раунде, заняв 3-е место из пяти в своей группе. Соперниками сборной были Австралия, Иордания, Таджикистан и Бангладеш. Благодаря третьему месту в своей группе, сборная Кыргызстана получила возможность участвовать в финальном раунда отборочного турнира к Кубку Азии 2019 в ОАЭ.
В 2016 году сборная провела 5 товарищеских игр против сборных Филиппин (два матча), Ливана, Туркменистана и Бахрейна. Итого в 2016 году 5 игр, одна победа, по две ничьи и поражения.
С марта 2017 года по март 2018 года сборная Кыргызстана участвовала в финальном раунде отборочного турнира к Кубку Азии 2019. В марте 2018 года сборная Кыргызстана заняла первое место в своей группе и впервые в своей истории получила путёвку в Кубок Азии 2019. Соперникам по группе в отборочном раунде являлись сборные Индии, Мьянмы и Макао. В конце 2017 года сборная Кыргызстана участвовала в международном турнире Кубок Солидарности Цунами 2017 в Индонезии, где стала победителем турнира, который проходил в формате лиги.
В 2018 году провела ряд товарищеских матчей, готовясь к Кубку Азии 2019. По итогам жеребьевки, сборная Кыргызстана попала в группу С вместе со сборными Республики Корея, Китая и Филиппин.
В 2019 году сборная Кыргызстана начала свое выступление в Кубке Азии, который проходил в ОАЭ, не очень удачно. Первые два матча сборная Кыргызстана проиграла сборной Китая и сборной Южной Кореи соответственно. Победа в третьем матче над сборной Филиппин позволила сборной Кыргызстана выйти в стадию плей-офф, однако первый же матч, 1/8 финала, сборная проиграла хозяевам Кубка — сборной ОАЭ.
В 2020 году сборная не провела ни одного матча. Причиной стал разгар в стране пандемии коронавируса.
В 2024 году впервые в своей истории квалифицировалась в 3 отборочный раунд Чемпионата Мира

## Участие в мировых и континентальных турнирах

### Чемпионат мира
| США 1994                       | Не участвовала даже в квалификации (не была членом ФИФА на тот момент) |
| Франция 1998                   | Не прошла квалификацию: Первый раунд, 2-е место в группе               |
| Республика Корея и Япония 2002 | Не прошла квалификацию: Первый раунд, 3-е место в группе               |
| Германия 2006                  | Не прошла квалификацию: Первый раунд, 4-е место в группе               |
| ЮАР 2010                       | Не прошла квалификацию: Проигрыш в стыковых матчах первого раунда      |
| Бразилия 2014                  | Не прошла квалификацию: Проигрыш в стыковых матчах второго раунда      |
| Россия 2018                    | Не прошла квалификацию: Второй раунд, 3-е место в группе               |
| Катар 2022                     | Не прошла квалификацию: Второй раунд, 3-е место в группе               |
| США, Канада и Мексика 2026     | Не прошла квалификацию, Третий раунд, 5-е место в группе               |

### Кубок Азии АФК
| Япония 1992             | Не участвовала даже в квалификации (не была членом АФК на тот момент) |
| ОАЭ 1996                | Не прошла квалификацию: 2-е место в группе                            |
| Ливан 2000              | Не прошла квалификацию: 4-е место в группе                            |
| Китай 2004              | Не прошла квалификацию: 2-е место в группе                            |
| Юго-Восточная Азия 2007 | Не участвовала даже в квалификации                                    |
| Катар 2011              | Не участвовала даже в квалификации                                    |
| Австралия 2015          | Не участвовала даже в квалификации                                    |
| ОАЭ 2019                | 1/8 финала                                                            |
| Катар 2023              | Групповой этап                                                        |

## Достижения
- Обладатель Aceh World Solidarity Tsunami Cup: 2017
- Бронзовый призёр Кубка вызова АФК: 2006

## Состав
Следующие игроки были вызваны в состав сборной главным тренером Штефаном Тарковичем для участия в матчах Кубка Азии 2023 (январь — февраль 2024).
| №  | Поз. | Игрок                           | Дата рождения (возраст)       | Матчи | Голы | Клуб                |
| -- | ---- | ------------------------------- | ----------------------------- | ----- | ---- | ------------------- |
| 1  | Вр   | Эржан Токотаев                  | 17 июля 2000 г. (23 года)     | 18    | 0    | Шанлыурфаспор       |
| 2  | Защ  | Христиан Браузман               | 15 августа 2003 г. (20 лет)   | 13    | 0    | Абдыш-Ата           |
| 3  | Защ  | Тамирлан Козубаев               | 1 июля 1994 г. (29 лет)       | 48    | 2    | Истерн              |
| 4  | Вр   | Курманбек Нурланбеков           | 1 апреля 2004 г. (19 лет)     | 1     | 0    | Дордой              |
| 5  | Защ  | Айзар Акматов                   | 24 августа 1998 г. (25 лет)   | 21    | 1    | Абдыш-Ата           |
| 6  | Защ  | Амантур Шамурзаев               | 25 января 2000 г. (23 года)   | 0     | 0    | Алай                |
| 7  | Нап  | Джоэл Коджо                     | 21 августа 1998 г. (25 лет)   | 8     | 2    | Динамо (Самарканд)  |
| 8  | ПЗ   | Азим Азаров                     | 20 сентября 1996 г. (27 лет)  | 6     | 1    | Абдыш-Ата           |
| 9  | Нап  | Эрнист Батырканов               | 21 февраля 1998 г. (25 лет)   | 27    | 3    | Абдыш-Ата           |
| 10 | ПЗ   | Гульжигит Алыкулов              | 25 ноября 2000 г. (23 года)   | 27    | 4    | Неман               |
| 11 | Защ  | Бекжан Сагынбаев                | 11 сентября 1994 г. (29 лет)  | 35    | 4    | Дордой              |
| 12 | ПЗ   | Одилжон Абдурахманов            | 18 марта 1996 г. (27 лет)     | 34    | 2    | Мактаарал           |
| 13 | Вр   | Султан Чомоев                   | 20 января 2003 г. (20 лет)    | 0     | 0    | Дордой              |
| 14 | Защ  | Александр Мищенко               | 30 июля 1997 г. (26 лет)      | 15    | 0    | Дордой              |
| 15 | ПЗ   | Кай Мерк                        | 28 августа 1998 г. (25 лет)   | 7     | 1    | Юнион Титус Петанж  |
| 16 | Вр   | Марсель Исламкулов              | 18 апреля 1994 г. (29 лет)    | 1     | 0    | Абдыш-Ата           |
| 17 | Защ  | Суйунтбек Мамыралиев            | 7 января 1998 г. (26 лет)     | 8     | 0    | Дордой              |
| 18 | Защ  | Кайрат Жыргалбек уулу (капитан) | 13 июня 1993 г. (30 лет)      | 65    | 4    | Абдыш-Ата           |
| 19 | ПЗ   | Бекназ Алмазбеков               | 23 июня 2005 г. (18 лет)      | 4     | 0    | Галатасарай         |
| 20 | Защ  | Бахтияр Дуйшобеков              | 3 июня 1995 г. (28 лет)       | 41    | 3    | Мурас Юнайтед       |
| 21 | ПЗ   | Фархат Мусабеков                | 3 января 1994 г. (30 лет)     | 55    | 2    | Абдыш-Ата           |
| 22 | ПЗ   | Адиль Кадыржанов                | 14 июля 2000 г. (23 года)     | 1     | 0    | Дордой              |
| 23 | ПЗ   | Нурдоолот Сталбеков             | 13 сентября 2001 г. (22 года) | 1     | 0    | Алай                |
| 24 | ПЗ   | Кими Мерк                       | 6 июля 2004 г. (19 лет)       | 3     | 0    | Пахтакор            |
| 25 | Нап  | Дастанбек Токтосунов            | 2 сентября 2002 г. (21 год)   | 2     | 0    | Нефтчи (Кочкор-Ата) |
| 26 | ПЗ   | Атай Джумашев                   | 15 сентября 1998 г. (25 лет)  | 4     | 0    | Абдыш-Ата           |

## Главные тренеры
| Главный тренер      | Начало работы     | Конец работы   |
| ------------------- | ----------------- | -------------- |
| Меклис Кошалиев     | Август 1992       | Февраль 1996   |
| Евгений Новиков     | Июнь 1997         | Февраль 2001   |
| Нематжан Закиров    | Март 2003         | Март 2006      |
| Борис Подкорытов    | Март 2006         | Декабрь 2006   |
| Нематжан Закиров    | Январь 2007       | Декабрь 2008   |
| Анарбек Ормомбеков  | Январь 2009       | Май 2011       |
| Мурат Джумакеев     | Май 2011          | Сентябрь 2012  |
| Сергей Дворянков    | Сентябрь 2012     | Май 2014       |
| Мирлан Эшенов       | Май 2014          | Октябрь 2014   |
| Александр Крестинин | Октябрь 2014 года | Апрель 2023    |
| Штефан Таркович     | Апрель 2023 года  | Июнь 2024 года |
| Максим Лисицын      | Июнь 2024 года    | н. в.          |

## Стадион, болельщики, принципиальные соперники
Почти все свои домашние матчи сборная Кыргызстана проводит на стадионе имени Долона Омурзакова, вмещающего 23000 зрителей. Стадион имени Долона Омурзакова был открыт в 1941 году, расположен в столице страны — Бишкеке, и является крупнейшим стадионом в Кыргызстане.
В разные годы, сборная Кыргызстана также иногда проводила свои некоторые матчи в других городах и стадионах страны. Так, сборная играла на столичном стадионе «Динамо», вмещающий 10,000 зрителей, а также на стадионе имени Ахматбека Суюмбаева в Оше, вмещающий 12000 зрителей.
У сборной Кыргызстана имеется большое количество болельщиков. Почти в каждом домашнем матче этой сборной, стадион заполняется болельщиками и фанатами кыргызстанской сборной. Именно на матчи национальной сборной, стадионы в Кыргызстане заполняются, иногда до отказа. Также на выездных матчах сборной, со стадиона болеют за свою сборную немногочисленные болельщики этой команды.
Принципиальные матчи со сборной Таджикистана — с южным соседом Кыргызстаном, а также с другими центральноазиатскими сборными (сборные Узбекистана и Туркменистана).